# Hexapawn

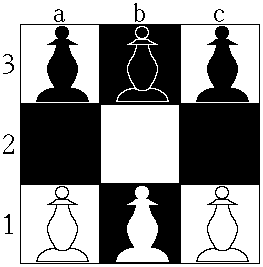
Начальная позиция «игры в шесть пешек»

Hexapawn («игра в шесть пешек», «пешечная дуэль», «шахматы 3×3») — детерминированная игра для двух игроков, изобретённая Мартином Гарднером.

## Описание
Игра происходит на доске 3 × 3.
В начале игры у каждого игрока по три пешки в ближайшем к нему ряду.
Ход и взятие пешкой осуществляются так же, как в обычных шахматах, за исключением того, что не разрешены двойной ход и взятие на проходе.
- разрешён ход на одну клетку вперёд, если эта клетка пуста;
- разрешён ход на одну клетку вперёд по диагонали, если эта клетка занята пешкой противника, при этом пешка противника снимается с доски.

Цель игры — провести хотя бы одну свою пешку в третий ряд («в ферзи»), взять все пешки противника или объявить противнику пат (лишить хода).
При правильной игре выигрывают чёрные (выигрыш патом обозначен как =, выигрыш проведением пешки — как Ф):
- 1. a2 ba 2. ba c2=
- 1. b2 ab 2. cb c2 3. a2 c1Ф
  - … 2. ab? c2=

## История
Мартин Гарднер придумал игру с целью иллюстрации на простом примере возможности построения «спичечного робота» — самообучающейся машины, состоящей из 24 спичечных коробков с разноцветными бусинками. Аналогичная машина для игры в крестики-нолики состоит из 300 спичечных коробков.
Игра была описана в рубрике Mathematical Games журнала Scientific American в марте 1962 года.
В 1967 году игра была использована Д. Багли (США) в диссертации, в которой также был введён термин «генетический алгоритм».

## Обобщения
Игра возможна на досках других размеров, в частности, 4 × 4 («Octapawn») или n × 3 (ширина n клеток). В статье Джона Р. Брауна приведён полный анализ «широкого» варианта игры; если ширина доски составляет n клеток, то игрок, делающий первый ход, имеет выигрышную стратегию тогда и только тогда, когда последняя цифра числа n равна 1, 4, 5, 7 или 8.

## Версии игры
Существуют версии игры для устройств на базе IOS (Hexapawn Game) и Android.